# Ньютон, Гэри
Гэри Бэзил Ньютон (англ. Gary Basil Newton, 12 декабря 1957, Британская Колумбия, Канада) — американский хоккеист (хоккей на траве), полевой игрок. Участник летних Олимпийских игр 1984 года, бронзовый призёр Панамериканских игр 1987 года.

## Биография
Гэри Ньютон родился 12 декабря 1957 года в канадской провинции Британская Колумбия.
В 1982 году окончил колледж Вентура.
Играл в хоккей на траве за «Роад Раннерз».
В 1979—1987 годах выступал за сборную США.
В 1984 году вошёл в состав мужской сборной США по хоккею на траве на летних Олимпийских играх в Лос-Анджелесе, занявшей 12-е место. Играл в поле, провёл 7 матчей, забил 3 мяча (по одному в ворота сборных Кении, Испании и Малайзии).
В 1987 году завоевал бронзовую медаль хоккейного турнира Панамериканских игр в Индианаполисе. Также участвовал в Панамериканских играх 1979 и 1983 годов.

## Семья
Старший брат Гэри Ньютона Майк Ньютон (род. 1952) также играл за сборную США по хоккею на траве, в 1984 году выступал на летних Олимпийских играх в Лос-Анджелесе.